# 大嶋一範
大嶋 一範（おおしま かずのり、1980年 - ）は日本の漫画雑誌編集者。第21代『週刊少年サンデー』編集長。

## 略歴
2003年小学館に入社し、入社から2014年まで「コロコロコミック」編集部に配属され、「週刊少年サンデー」副編集長、「サンデーうぇぶり」統括を経て週刊少年サンデー21代目編集長に就任。
小学館に入社後、漫画の仕事を中心に、レベルファイブ『イナズマイレブン』、ガンホー『パズドラZ』などの仕事に携わる。2014年に週刊少年サンデーに異動し、『名探偵コナン』などを2016年まで担当。名探偵コナンに関しては、マーチャンダイズや映画を含め幅広く担当した。その後スマートフォンアプリ・サンデーうぇぶりの担当となり、2021年10月に週刊少年サンデー21代目編集長に就任。

## テレビ出演
- おはコロ（2010年4月3日 - 2011年3月26日・4月17日、テレビ東京） - お菓子刑事としてレギュラー出演
  - ハイパーヨーヨーバーニング（2010年6月18日 - 7月2日）